# Challenger Internazionale Dell'Insubria 2006
Il Challenger Internazionale Dell'Insubria 2006 è stato un torneo di tennis facente parte della categoria ATP Challenger Series nell'ambito dell'ATP Challenger Series 2006. Il torneo si è giocato a Chiasso in Svizzera dal 17 al 23 aprile 2006 su campi in terra rossa.

## Vincitori

### Singolare
Werner Eschauer ha battuto in finale  Simon Greul con il punteggio di 6–1, 6–2

### Doppio
Leonardo Azzaro /  Lovro Zovko hanno battuto in finale  Amir Hadad /  Roko Karanušić con il punteggio di 6–2, 7–5